# Azay-le-Ferron
Azay-le-Ferron è un comune francese di 959 abitanti situato nel dipartimento dell'Indre nella regione del Centro-Valle della Loira.

## Società

### Evoluzione demografica
Abitanti censiti